# 星野優奈
星野 優奈（ほしの ゆうな、1988年5月14日 - ）は、日本の元AV女優。
東京都出身。美少女・ロリ系の女優として企画ものを中心に出演した。
- 趣味：散歩

## 略歴
2007年頃にAVデビュー。2007年9月30日限りで引退した。

## 出演作品
2007年
- 柔乳 星野優奈18歳（1月5日、eighteen）
- 田舎女子校生 3（1月12日、プレステージ）
- 「絶対ヤれる女子高生援交カラオケBOX処女入り教えます」（1月18日、DANDY）
- 萌え萌え巫女娘。2（2月23日、シャイ企画）
- kawaii* kawaii collection 04（2月25日、kawaii*）
- くい込みウォッチング（3月13日、激弾カーニバル）
- 渋○女子○生!ウラパー! VOL.02（3月23日、プレステージ）
- グチョヌレ尻踊り（3月24日、ラハイナ東海）
- City Gals Collection 2（3月30日、シャッフル）
- SOD的 女優さんドッキリ○恥大報告!!（5月4日、SODクリエイト）
- マグロリータ 失禁アクメ（5月17日、ナチュラルハイ、監督:ナガセ鉄工）
- みるスポ! 星野優奈（6月19日、みるきぃぷりん♪）
- サーキットでウワサの風俗タクシー（6月30日、チェリーズ）
- パイパン中出し（7月1日、エッジ）
- 新・素人女子校生［CLASS－A］（7月13日、ビッグモーカル）
- ロリータ破壊（7月19日、アイエナジー）
- 会社痴漢 -餌食は無垢な女子社員- 完全版（7月20日、メディアステーション）
- 女子校生完全マニュアル 06（8月1日、アイデアポケット）
- Midnight High-school Girl in TOKYO 夜の女子校生2（8月10日、ビッグモーカル）
- 愛飲精子（8月13日、BRAVO）
- 女子校生レイプ中出し 2（8月19日、ミスター・インパクト）
- 美汗レズ接吻（8月25日、アロマ企画）
- 女性限定の日焼けサロンを開業してボッタくってヤる（9月7日、カッコイイ!）
- ギャルコレ 6人のギャルをハメまくり（9月8日、隼エージェンシー）
- 美脚中出し5（9月8日、隼エージェンシー）
- オナニスト［第十八章］（9月8日、隼エージェンシー）
- メイド in Prin（9月19日、みるきぃぷりん♪）
- ラブレズ（9月19日、みるきぃぷりん♪）
- 中●生ネットカフェ難民少女（9月29日、チェリーズ）
- みるきぃHiスクール（10月19日、みるきぃぷりん♪）
- フェラコレ2007秋SP（10月13日、隼エージェンシー）
- GALと女子校生 season.2（10月26日、U&K）
- 青梅線 U-18無料案内所 援交一週間（10月29日、チェリーズ）
- 妹達の寸止め手コキ責め（10月31日、フリーダム）
- 妹達にアナル責めされました（10月31日、フリーダム）
- 妹達の脚責め（10月31日、フリーダム）
- こだわりの手コキ 4時間SP VI 30人のハンドメイド（11月10日、隼エージェンシー）
- 美巨乳新任女教師（11月19日、みるきぃぷりん♪）
- W 乱交・スワップ（11月19日、みるきぃぷりん♪）
- ギャルのニーソックス Vol.3（11月21日、フリーダム）
- 全国女子校生ファイル ～危険な扉～（11月23日、メディアステーション）
- 現役モデル星野優奈 個人撮影会で即写危機一発!（11月24日、チェリーズ）
- ファン感謝祭 人気女優6人と必ずヤれる乱交パーティー（12月1日、V(ヴィ)）
- オフィスケイズっていうフェチメーカーです!!（12月1日、OFFICE K'S）
- ぶるまにあ（12月19日 みるきぃぷりん♪）

2008年
- 未流貴美少女学園 2（1月1日、みるきぃぷりん♪）
- 同性恋愛研究会 1（1月25日、U&K）
- AFTER（1月25日、イエロー）
- 手コキでベロちゅ～（1月25日、イエロー）
- パイパンマンコに熱いザーメンを中出しされるのが好きなんです（2月1日、エッジ）
- 官能小説朗読オナニー（2月19日、イエロー）
- KISS MANIA キスマニア Vol.5（2月19日、ミスター・インパクト）
- SIMPLE1980 THEフェラチオ 完全撮り下し 3（7月11日、ビッグモーカル）